# Wicken (Cambridgeshire)
Wicken – wieś w Anglii, w hrabstwie Cambridgeshire, w dystrykcie East Cambridgeshire. Leży 17 km na północny wschód od miasta Cambridge i 95 km na północ od Londynu. W 2001 miejscowość liczyła 835 mieszkańców.